# Alfhild Tamm

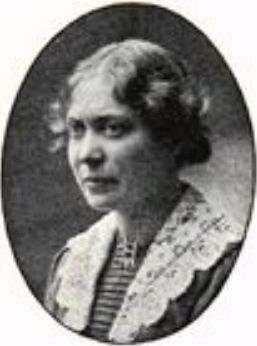
Alfhild Tamm

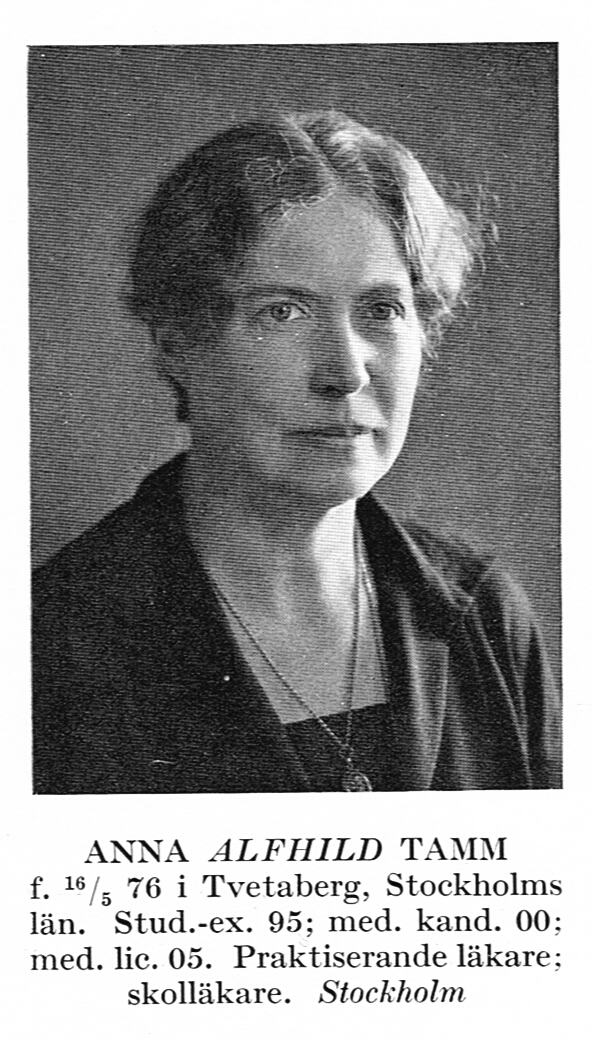
Alfhild Tamm

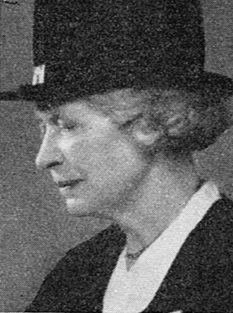
Alfhild Tamm

Anna Alfhild Tamm (* 16. Mai 1876 in Tveta församling, Schweden; † 1. November 1959  in Lidingö församling, Schweden) war eine schwedische Medizinerin und Psychiaterin. Als erste Psychiaterin in Schweden war sie an der Etablierung der Psychoanalyse in Schweden beteiligt.

## Leben und Werk
Tamm war eines von fünf Kindern des Gutsbesitzers Klas Oscar Sebastian Tamm und  Anna Hildegard Bergental Tamm. Sie und ihre vier Geschwister wurden von Gouvernanten unterrichtet und 1895 absolvierte sie die Åhlinska-Schule in Stockholm. Anschließend studierte sie Medizin am Karolinska-Institut und für kurze Zeit auch an der Universität Lund und der Universität Uppsala. Sie wurde 1905 medizinische Lizenziatin. Ab 1904 arbeitete sie im Krankenhaus Konradsberg mit Bror Gadelius zusammen, der zu seiner Zeit Schwedens führender Psychiater war. 1908 war sie in der Neurologischen Klinik in Serafimerlasaret tätig und dazwischen arbeitete sie für kürzere Zeit im Krankenhaus von Kristinehamn. Dort wurde ihr jedoch eine reguläre Stelle als Psychiaterin verweigert, da eine Frau als nicht geeignet angesehen wurde, eine so verantwortungsvolle Position zu bekleiden.  
Sie studierte 1908 in München und mit einem Stipendium des Fredrika-Bremer-Förbundet 1909 in Berlin Psychiatrie, Neurologie und Sprachstörungen. 
1913 studierte sie in Wien Psychoanalyse und Sprachstörungen und studierte Bildungsanalyse bei Helene Deutsch und Paul Federn. 1914 eröffnete sie in Stockholm eine Privatklinik für Kinder mit Sprachstörungen und 1916 veröffentlichte sie das erste schwedische Handbuch über Sprechtherapien. Sie leitete auch eine private psychoanalytische Klinik, in der sich unter anderem die Schriftstellerin Karin Boye und die Psychotherapeutin Tora Sandström einer Psychoanalyse unterzogen. 
Sie kehrte zwischen 1924 und 1930 immer wieder nach Wien zurück und wurde 1926 ordentliches Mitglied der Wiener Psychoanalytischen Vereinigung (WPV). 1931 gründete sie gemeinsam mit Sigurd Naesgaard aus Dänemark, Yrjö Kulovesi aus Finnland und Harald Krabbe Schjelderup aus Norwegen eine skandinavische psychoanalytische Arbeitsgruppe, die 1934 bei dem 13. Internationalen Psychoanalytischen Kongress in Luzern offiziell anerkannt wurde. Sie war von 1934 bis 1947 Vorsitzende der Finnisch-Schwedischen Psychoanalytischen Vereinigung und zunächst die einzige Bildungsanalytikerin. Sie war auch die treibende Kraft bei der Gründung der Schwedischen Psychoanalytischen Vereinigung während des Zweiten Weltkriegs.

## Spezialistin für Sprachstörungen
Als Spezialistin für Sprachstörungen versuchte Tamm das Verständnis von Kindern mit Lernschwierigkeiten, Sprachstörungen und Legasthenie zu verbessern. Sie arbeitete als Schulärztin und etablierte Sprachstörungen bei Kindern als klinischen Bereich. Sie widmete sich unter anderem der Untersuchung und Einschätzung, welche Kinder keine reguläre Schulbildung durchlaufen konnten. Sie wies darauf hin, dass Sprachstörungen sowohl organische als auch psychische Ursachen haben können, und schrieb Artikel über Sprachschwierigkeiten, Lernschwierigkeiten und Differenzialdiagnosen unter anderem für Svenska Läkartidningen und Acta Paediatrica. Sie war 1936 Mitbegründerin des Nordic Journal for Tale and Voice und 1938 auch eine der Gründerinnen der Swedish Society for Voice and Speech Care.
Sie verfasste eine Reihe populärwissenschaftlicher Bücher und Zeitungsartikel, so veröffentlichte sie 1916 ein Tutorial für Lehrer und Eltern über Sprachstörungen und ihre Behandlung. Sie schrieb, dass Psychohygiene kein Bereich der Medizin sein sollte, sondern dass Sozialarbeit, Psychologie und Pädagogik, aber auch Laienperspektiven zentral sein sollten, um die psychischen Bedürfnisse von Kindern zu verstehen. Sie betonte die Bedeutung der Einbeziehung von Pädagogen in die klinische Arbeit. In den 1930er Jahren plädierte sie dafür, dass nicht nur Ärzte, sondern auch Pädagogen zur Ausbildung von Psychoanalytikern zugelassen werden sollten.

## Anwendung der Psychoanalyse in der Pädagogik und Engagement für die Sexualaufklärung
In ihrem Buch Ett Sexualproblem beschreibt Tamm die Selbstbefriedigung als einen natürlichen Teil der kindlichen Entwicklung. Sie beschreibt die Bedeutung einer freizügigeren Sicht auf Homosexualität und homosexuelle Tendenzen und verweist auf die psychoanalytische Disziplin und ihre offene Sicht auf Homosexualität.
In den letzten Jahrzehnten ihres Lebens widmete sich Tamm zunehmend Fragen der Psychologie, Pädagogik, der sozialen Verhältnisse und der Kindererziehung. In Själens läkarbok, 1943, plädiert sie für die Verwerflichkeit der Disziplinierung von Kindern. 
Tamm lebte mit Armgart von Leth zusammen, die in der Logopädie und bei der Gründung der psychoanalytischen Vereinigung tätig war. Tamm starb 1959 und ist auf dem Norra begravningsplatsen begraben.

## Ehrungen
- 1951: Ehrendoktorwürde am Karolinska-Institut

## Veröffentlichungen (Auswahl)
- Talrubbningar och deras behandling. En handledning för lärare och föräldrar [Sprachstörungen und ihre Behandlung. Eine Anleitung für Lehrer und Eltern]. Stockholm 1916.
- Känselns betydelse for talets utveckling. Nyt Tidskrift for Abnormvaesenet 19, 1917, S. 193–204.
- Muskelsinnet och talorganen. Psyke 15, 1920, S. 74–90.
- Kau- und Schluckstörung mit familiärem Auftreten. Acta pædiatrica 4 (2), 1924.
- Die angeborene Wortblindheit und verwandte Störungen bei Kindern. Z psa Päd 1, 1926/27, S. 329–343 [Medfödd ordblindhet och därmed besläktade rubbningar i barnaåldern. Acta Societatis Medicorum Suecanæ 53, 1927, S. 143–155].
- Drei Fälle von Stehlen bei Kindern. Z psa Päd 2, 1927/28, S. 6–12.
- Zwei Fälle von Stottern. Z psa Päd 2, 1927/28, S. 341–358.
- Ett sexualproblem. Onanifrågan i psyko-analytisk belysning: läkare och uppfostrare tillägnad. Stockholm 1930.
- Prophylaxe und Behandlung der Onanie. Z psa Päd 4, 1930, S. 273–287.
- Till Bertil Borgs minne. Nordisk medicinsk tidskrift 3, 1931, S. 604.
- Die geköpfte Puppe. Z psa Päd 6, 1932, S. 239–240.
- Om psykoanalys. Nordisk medicinsk tidskrift, 5, 1933, 712–718.
- Stottern. In P. Federn und H. Meng: Das Psychoanalytische Volksbuch. Bern 1939, S. 533–539.
- Läs- och skrivsvårigheter hos barn. Stockholm, 1943.
- Vår kulturkris och den psykiska hygienen. In Själens Läkarbok. Handledning i mentalhygien för envar. Stockholm, 1943, S. 483–521.
- Mera psykologi i medicinen och mera medicin i psykologien. Socialmedicinsk tidskrift 24, 1947.
- Bidrag till felbehandlingarnas psykologi. Människa och miljö 3, 1948, S. 140–144.